# Gérard Godon
Pour les articles homonymes, voir Godon (homonymie).
Gérard Godon, né le 12 décembre 1929 à Asnières et mort le 1er juillet 2013 à Dakar (Sénégal)[réf. nécessaire], est un homme politique français.

## Biographie
Il est conseiller général du canton de Poissy-Sud de 1973 à 1979.